# Rehlingen (Nittel)
Rehlingen ist ein Ortsteil und ein Ortsbezirk der Ortsgemeinde Nittel im Landkreis Trier-Saarburg in Rheinland-Pfalz. 

## Geographie
Der Ort liegt etwa drei Kilometer südlich von Nittel in einem Bachtal an der Obermosel, die hier die Grenze nach Luxemburg bildet.
Nachbarorte sind der andere Nitteler Ortsteil Köllig im Nordosten, die Ortsgemeinde Wincheringen im Süden, deren Ortsteil Söst im Osten, sowie – auf der anderen Moselseite – der zum luxemburgischen Wormeldingen gehörende Ortsteil Ahn im Nordwesten.
Der Rehlinger Graben fließt der Mosel zu und hat eine Länge von 3,6 km.

## Geschichte
Bei Bauarbeiten für ein Hochwasserrückhaltebecken am Rehlinger Bach wurden im Jahr 2000 die Reste eines römischen Ziegelbrennofens gefunden, der vermutlich aus dem 3. Jahrhundert stammt. Rehlingen selbst wurde urkundlich erstmals Mitte des 12. Jahrhunderts als Reildinga in einer Auflistung von nach Mettlach wallfahrenden Kirchenorte genannt.
Im 16. und 17. Jahrhundert war Rehlingen dreigeteilt zwischen Kurtrier, Luxemburg und dem Herzogtum Lothringen. Der lothringische Teil fiel 1766 mit dem Herzogtum aufgrund des Vertrags von Wien von 1738 an Frankreich. Bereits 1769 mit einem Vertrag von Versailles trat der französische König Ludwig XV. seine Rechte an die österreichische Kaiserin Maria Theresia ab, Teile von Rehlingen gehörten nun zu den Österreichischen Niederlanden.
Die Inbesitznahme des Linken Rheinufers durch französische Revolutionstruppen beendete die alte Ordnung. Der komplette Ort wurde von 1798 bis 1814 Teil der Französischen Republik (bis 1804) und anschließend des Französischen Kaiserreichs, zugeordnet dem Département des Forêts („Departement der Wälder“). Nach der Niederlage Napoleons kam Rehlingen 1815 aufgrund der auf dem Wiener Kongress getroffenen Vereinbarungen zum Königreich Preußen. Das Dorf wurde dem Kreis Saarburg des Regierungsbezirks Trier zugeordnet, der 1822 Teil der neu gebildeten Rheinprovinz wurde.
Als Folge des Ersten Weltkriegs war die gesamte Region dem französischen Teil der Alliierten Rheinlandbesetzung zugeordnet. Nach dem Zweiten Weltkrieg  gehörte Rehlingen zu den Gemeinden der französischen Besatzungszone, die im Februar 1946 an das Saarland angeschlossen wurden, im Juni 1947 aber auch zu den Orten des Landkreises Saarburg, die wieder zurück gegliedert und Teil des damals neu gebildeten Landes Rheinland-Pfalz wurden.
Am 17. März 1974 wurde die bis dahin selbstständige Gemeinde Rehlingen mit zu diesem Zeitpunkt 151 Einwohnern nach Nittel eingemeindet.

## Politik
Rehlingen ist gemäß Hauptsatzung einer von zwei Ortsbezirken der Ortsgemeinde Nittel. Der Bezirk umfasst das Gebiet der ehemaligen Gemeinde. Auf die Bildung eines Ortsbeirats wurde verzichtet. Die Interessen des Ortsbezirks werden von einem Ortsvorsteher vertreten.
Martin Ewald wurde im Juli 2019 Ortsvorsteher von Rehlingen. Bei der Kommunalwahl am 26. Mai 2019 war er mit einem Stimmenanteil von 77,57 % gewählt worden. Bei der Kommunalwahl am 9. Juni 2024 wurde er als einziger Bewerber mit 61,2 % für weitere fünf Jahre in seinem Amt bestätigt.
Ewalds Vorgänger als Ortsvorsteher war Günter Scheuer (CDU).

## Sehenswürdigkeiten
In der Denkmalliste des Landes Rheinland-Pfalz (Stand: 2021) wird die römisch-katholische Filialkirche St. Martin, ein kleiner barocker Saalbau aus dem Jahr 1700, als Kulturdenkmal genannt.
Siehe auch: Liste der Kulturdenkmäler in Nittel.

## Wirtschaft und Infrastruktur
Rehlingen liegt an der entlang der Mosel verlaufenden Bundesstraße 419, von der die durch den Ort nach Köllig führende Kreisstraße 108 abzweigt.
Entlang des Flusses verläuft der Mosel-Radweg.